# CPU Baikal
Baikal CPU fue una línea de microprocesadores basados en MIPS y ARM desarrollados por la firma de diseño sin fábrica Baikal Electronics, un spin-off de la compañía rusa de supercomputadoras T-Platforms.

## Diseño
A juzgar por la información disponible de fuentes en línea, Baikal Electronics ha seleccionado un enfoque diferente en comparación con otras iniciativas de microprocesadores rusos como el Elbrus-2SM, el Elbrus-8S de MCST y la línea de chips Multiclet. El diseño de Baikal Electronics se basa en los núcleos IP comerciales existentes de Imagination Technologies y ARM Holdings, en comparación con el enfoque más innovador de Multiclet, y la CPU Elbrus, que tiene una historia que se remonta a las supercomputadoras Elbrús de la Unión Soviética.

## Historia de la empresa
La empresa Baikal Electronics se estableció el 11 de enero de 2012 como una entidad filial de T-Platforms y se registró como una sociedad anónima pública. T-NANO, un futuro inversor en Baikal Electronics, se registró el 3 de marzo de 2012 como una empresa conjunta de T-Platformi (50,5%) y el Fondo Ruso de Inversión Directa (49,5%).
En mayo de 2012, Grigoriy Khrenov se incorporó a la empresa como CTO. Tiene Doctor en Ciencias y anteriormente había sido diseñador jefe adjunto en Micron Technology y luego director de ingeniería en Cadence Design Systems.
En agosto de 2021, TSMC fue contratada para la producción de chips, pero dicha producción fue prohibida por las sanciones adoptadas a raíz de la invasión rusa de Ucrania.Proceso de diseño en ingeniería
En agosto de 2023, Baikal Electronics se declaró en bancarrota.

### Sanciones de Estados Unidos, arquitectura MIPS elegida
Desde el 8 de marzo de 2013, la empresa matriz T-Platforms fue sometida a sanciones estadounidenses, que suspendieron el acuerdo de licencia previsto con ARM Ltd. Pronto, el 23 de marzo, se cambió la estructura de propiedad: T-Platforms obtuvo el 37,17%, Rusnano a través del Fondo Ruso de Inversión Directa, el 62,83%. Para el primer procesador que se estaba desarrollando (Baikal-T1 o BE-T1000) se eligió la arquitectura MIPS de Imagination Technologies y el proceso de 28 nm. El 31 de diciembre de 2013, se levantaron las sanciones de Estados Unidos y el 20 de febrero de 2014 se acordó un acuerdo de licencia tecnológica con ARM Ltd.
El 27 de mayo de 2014, T-Nano se convirtió formalmente en inversor en el desarrollo, producción y venta de procesadores Baikal en un acuerdo tripartito entre T-Nano, Baikal Electronics y T-Platforms. Se desconoce la cantidad exacta invertida, sin embargo, T-Nano recibió 1.200 millones de rublos tras su creación y T-Platforms tenía planes para invertir 800 millones.
En junio de 2014, T-Nano recibió el 25% + 1 acciones de la compañía mientras que la parte de T-Platforms disminuyó al 75% - 1 acciones.
En marzo de 2015, Synopsys Inc. anunció que Baikal Electronics ha seleccionado a Synopsys Solutions para acelerar el diseño y la verificación de su avanzado sistema en chips.
En mayo de 2015, Baikal Electronics e Imagination Technologies anunciaron que el primer microprocesador comercial Baikal se basará en el MIPS Warrior P5600, y se llamará Baikal-T1. Las primeras muestras de la nueva CPU estarán disponibles a partir de junio de 2015.

### Arquitectura ARM, Baikal-M
Tras este acuerdo, en 2014, la compañía inició el desarrollo de su segundo procesador, Baikal-M. Esto contó con el respaldo de Minpromtorg, el Ministerio de Comercio de Rusia. Se planearon varios modelos para 2015: Baikal-M de 8 núcleos, Baikal-M/2 (Baikal-M lite) para ser utilizado en computadoras personales y servidores pequeños, basado en el núcleo ARM Cortex A-57 a 28 nm, mientras que para fines de 2016 se concibió un modelo más avanzado de 16 núcleos listo para servidor a 16 nm.
El costo total asumido fue de B2,3 rublos, de los cuales B1,1 fueron asignados por el gobierno. La hoja de ruta apuntaba a que las ventas comenzaran en mayo de 2018.
El 15 de mayo de 2015, Baikal Electronics recibió dos licencias del centro de certificación de seguridad del estado (parte de FSB), que permiten el desarrollo y la distribución de sistemas criptográficos, de intercambio de datos y de telecomunicaciones (0011055 14287Н y 0012494 14964Н), que era obligatoria para su posterior desarrollo.

### Aplicaciones prácticas del Baikal-T1
El 25 de mayo de 2015, se reveló una unidad CNC "Resurs-30", en coautoría con AO Stankoprom y T-Platformi y basada en el procesador Baikal-T1.
Las primeras muestras de ingeniería de Baikal-T1 llegaron el 26 de mayo de 2015.
El 31 de agosto de 2015, el Consejo del Fondo de Desarrollo de la Industria obtuvo un préstamo de inversión de 500 rublos M1 para garantizar la producción del procesador T1. Los gastos totales se proyectaron en torno a los 778 rublos, con 278 M278 para ser invertidos por T-Platformi.
En septiembre de 2015, la empresa china Lenovo declaró un memorándum de cooperación y anunció una serie de computadoras basadas en Baikals con el ThinkCentre Tiny-in-one 23 construido en T1. Sin embargo, poco salió de estos planes más allá de la declaración.

### 500 rublos de subsidios y 5 millones de procesadores planeados
El 6 de noviembre de 2015, Baikal Electronics fue contratada por el Fondo Estatal Ruso de Desarrollo Tecnológico (el antiguo nombre del Fondo para el Desarrollo de la Industria) bajo el programa federal de adquisiciones "Desarrollo de Producción de Componentes Electrónicos y Radio Electrónica para 2008-2015" del Ministerio de Comercio. La fecha de finalización se estableció el 6 de noviembre de 2020, con el objetivo de superar los 5 millones de procesadores para el año 2020.
En enero de 2016, la compañía declaró su capacidad para desarrollar y estar lista para la producción dos series de procesadores ARM en nodo de 28 nm, y a finales de 2017 otra en 16 nm.
El 8 de julio de 2016, el registro de todas las empresas Spark-Interfax actualizó la propiedad del Baikal de Sociedad Pública de Acciones a empresa privada, y la empresa ya no informó sobre sus actividades.
El 12 de septiembre de 2016, se anunció una impresora multifunción basada en Baikal-T1. Hasta agosto de 2021 se desconocía el estado del proyecto.
El desarrollo del procesador de servidor Baikal-S se inició en octubre de 2016.

### Estatus del producto doméstico
El 26 de noviembre de 2016, Baikal-T1 recibió el estatus de circuito integrado nacional de acuerdo con la Ley del Gobierno 719 del 17 de julio de 2015.
El 27 de febrero de 2017, el logro de producción del Baikal-T1 recibió un "Premio al Desarrollo" por parte del banco estatal VEB RF.

### Más placas de producción, ventas e ingeniería T1
Para el 28 de marzo de 2017, un segundo lote de procesadores Baikal-T1 de producción estaba listo.
En abril de 2018 salieron a la venta las placas de ingeniería BFK3.1 con Baikal-T1s, y desde el 1 de junio de 2018, los procesadores estaban disponibles por separado por 3.990 rublos.
El desarrollo de Baikal-M se completó en 2018 con un retraso de un año en la fecha prevista, pero fue capaz de producir la primera muestra de ingeniería.
La demostración de Baikal-M se realizó por primera vez para las entidades estatales el 2 de octubre de 2019 y luego para el público en general el 22 de octubre de 2019.
El 18 de noviembre de 2019, la compañía reveló que tenía la intención de comenzar la producción en masa de la pieza del servidor Baikal-S para fines de 2020.

### Financiación adicional con B2.2 rublos
Según el Registro Mercantil de Spark-Interfax, a finales de 2019 la empresa había recibido 2,2 rublos en subvenciones del Ministerio de Comercio. En general, los subsidios ascendieron a alrededor de B5 rublos.
El 11 de febrero de 2020 se anunció la instalación de prueba de equipos industriales basados en Baikal-T1 en determinados nodos de Gazprom.

### Demanda por incumplimiento de plazo, interferencia del grupo Varton
El 24 de agosto de 2020, el Ministerio de Comercio presentó una demanda contra la empresa por el presunto fracaso en la producción de procesadores Baikal-M (basados en ARM) solicitando que se reembolsaran 500,5 rublos M. de subvenciones. Sin embargo, el 10 de diciembre de 2020, la moción fue desestimada por el tribunal de jurisdicción primaria.
El 27 de octubre de 2020, se anunció una posible venta del 60% de la participación al grupo Varton, valorada en B4 rublos. Desde el anuncio, Varton Group ha desempeñado un papel importante en las decisiones de gestión.

### Producto doméstico nivel 2, producción de TSMC
El 30 de octubre de 2020, el Ministerio de Comercio marcó el Baikal-M como producto nacional de grado 2 haciendo referencia a la Ley del Gobierno 719 del 17 de junio de 2015.
El 27 de noviembre de 2020, la empresa realizó un pedido de 130 000 procesadores a TSMC y planeaba añadir 100 000 más en diciembre de 2020 y 100 000 adicionales en el primer trimestre de 2021.
Se esperaba que los primeros envíos del lote de 130 000 comenzaran en el III trimestre de 2021. Sin embargo, estos no se materializaron en septiembre de 2021, la empresa declaró como causa la interrupción de la cadena de suministro debido a la pandemia de coronavirus y la escasez mundial de chips.

### Nuevos procesadores M/2, M/2+, S
El 30 de noviembre de 2020, el CEO Andrey Yevdokomov presentó tres nuevos procesadores: Baikal-M/2 (Baikal-M lite), Baikal-M/2+ (Baikal-M lite+) y Baikal-S.
Las versiones "ligeras" M/2 y M/2+ apuntaban a un proceso de 28 nm para sus núcleos de 64 bits ARM Cortex-A57. Todos los nuevos procesadores debían obtener 512 KB de caché para cada núcleo, un controlador de memoria DDR3/DDR4, IP de gráficos Mali-T628, PCIe Gen3 (4+4+4 carriles) e interfaz SATA III (6 GB/s).
Sin embargo, Baikal-S apuntó a un proceso más fino de 16 nm, con hasta 48 núcleos ARM Cortex-A75 a 2 GHz.

### Adquisición por parte de Varton Group
En junio de 2021 las plataformas T cerraron la venta de su acción, el comprador Varton Group recibió más del 70% del capital de la empresa.

### Planes de producción, computadoras personales desarrolladas
El 2 de julio de 2021 marcó el inicio de una nueva estrategia, confirmada por el consejo de administración, con el objetivo de invertir 23 rublos Ben en el desarrollo de procesadores hasta 2025. Los planes de Baikal-M/2 fueron confirmados, mientras que Baikal-M/2+ (Baikal-M lite+) fue cancelado. La compañía también reveló los planes para un Armv9 Baikal-M2 dirigido a computadoras de escritorio y todo en uno, Baikal-L para computadoras portátiles y tabletas, Baikal-S2 para dispositivos de almacenamiento de datos, servidores y supercomputadoras. La fidelidad de proceso buscada fue de 12 a 6 nm. El financiamiento debía ser provisto con fondos propios de la compañía, así como préstamos y subsidios federales.
A finales de julio de 2021, la empresa colocó y pagó un lote de procesadores Baikal-S con la fabricación taiwanesa de TSMC.
El 9 de agosto de 2021, el fabricante ruso de computadoras iRU anunció la producción en masa de computadoras basadas en el procesador Baikal-M.
En junio de 2021, la empresa contaba con 120 empleados, de los cuales alrededor del 60% eran desarrolladores y especialistas en producción de chips y hardware electrónico.

### Pruebas de productos
El 20 de octubre de 2017 se anunció la finalización exitosa de la batería de pruebas de Baikal-T1 en el centro de investigación por FGUP "Instituto de Investigación y Ciencia de Dispositivos Radioeléctricos Mytishchinskie", habiendo medido los parámetros y el control funcional en condiciones climáticas adversas: calor hasta +70 °C, enfriamiento hasta -60 °C, humedad, hongos y otros.
El 17 de diciembre de 2021, la compañía presentó un procesador de servidor Baikal-S de 48 núcleos (ARM Cortex-A75) en su conferencia anual de informes. La primera ejecución en una placa base de prueba se realizó el 28 de octubre, arrancando con éxito un sistema operativo similar a Linux. Las pruebas de Coremark, Whetstone y 7zip mostraron "resultados aceptablemente altos", según los desarrolladores. El chip nunca entró en producción en masa.

### Bancarrota
En agosto de 2023, T-Platforms se declaró en bancarrota y subasta de sus activos, que se estimaron en solo 5 millones de dólares. La declaración se produjo tras una sentencia judicial de octubre de 2022, la propia declaración de quiebra de la empresa en 2021 y el periodo de administración. Como el principal factor que condujo a la insolvencia se mencionaron los intentos del gobierno ruso de reemplazar los productos occidentales por los nacionales.

## Baikal-T1
El Baikal-T1 se dirige principalmente a aplicaciones de redes y automatización industrial, con características como soporte de hardware para virtualización y un motor SIMD de 128 bits de alto rendimiento.
En marzo de 2016 se anunció en el blog de Imagination Technologies que un PC de escritorio llamado Tavolga Terminal, también conocido como Meadowsweet Terminal PC está disponible para ordenar en T-Platforms. El ordenador se basa en la CPU Baikal-T1, la unidad de procesamiento gráfico SM750 y el sistema operativo Debian Linux.

## Baikal-M BE-M1000
En octubre de 2021, Baikal Electronics anunció que había comenzado a enviar el BE-M1000, un sistema en chip con ocho núcleos ARM Cortex-A57, una GPU Mali-T628 de 8 núcleos, HDMI, PCI Express, Ethernet de 10 Gb y SATA. Las CPU son fabricadas por TSMC en un proceso de 28 nm. Baikal Electronics planea enviar 15.000 CPU por mes, en su mayoría a empresas estatales rusas que ejecutan software aprobado por el gobierno, como Astra Linux.

## Baikal-S BE-S1000
El 17 de diciembre de 2021, el procesador de servidor Baikal-S con 48 núcleos ARM Cortex-A75 se presentó en la conferencia final anual de Baikal Electronics. El primer lanzamiento de la placa de depuración con una instancia de ingeniería de Baikal-S se realizó el 28 de octubre: se lanzó un sistema operativo similar a Linux. Según los resultados de las pruebas de parámetros Coremark, Whetstone y 7zip, Baikal-S mostró, según las palabras de los desarrolladores, "resultados bastante altos". Algunas fotos del procesador y el troquel Baikal-S están disponibles en buena calidad.